# 环斑海豹
环斑海豹（学名：Pusa hispida）为海豹科小头海豹属的一種小型海豹，也叫环斑小头海豹、环海豹，分布于北寒带海域，在中国黄海曾发现迷路的个体。该物种的模式产地在格陵兰。

## 形態

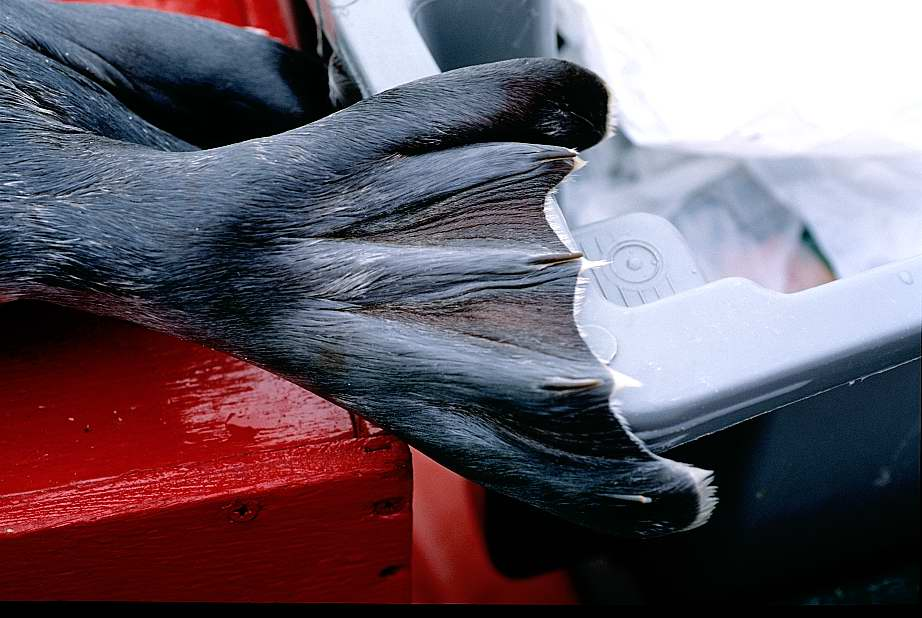
後蹼

环斑海豹是北極最小的海豹，因背部皮毛上有銀色圓環圖案而得名。成年個體體長在100至175（39至69英寸）之間，體重則在32至140（71至309英磅）之間。

## 壽命

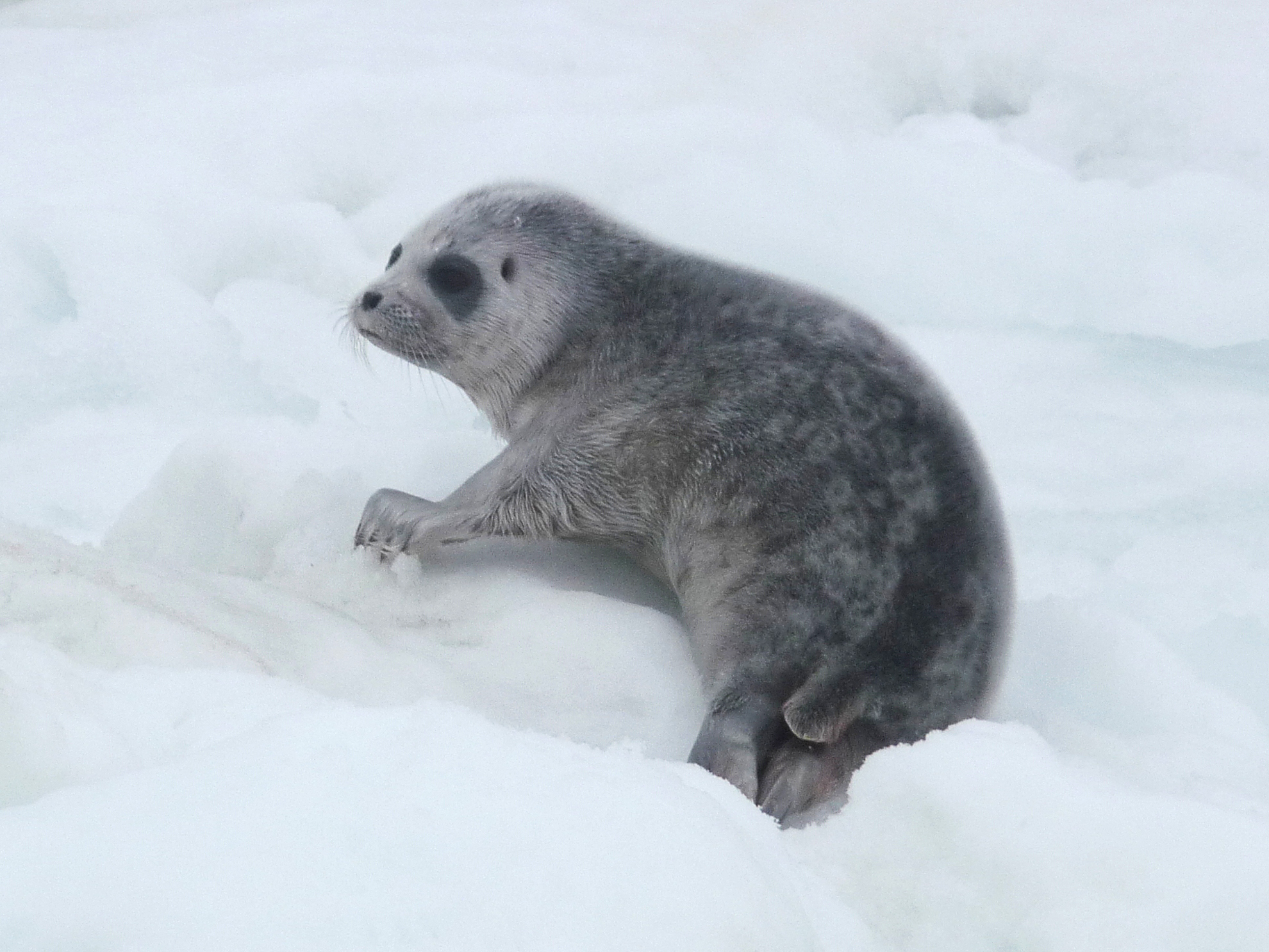
幼崽

雌性环斑海豹在四歲時達到性成熟，雄性則要等到七歲。它們的孕期為9個月，一般在春天產仔，幼崽在一個月大時斷奶。其壽命在25至30年之間。天敵是北極熊和逆戟鯨。

## 亚种
环斑海豹包括以下亚种
- 环斑海豹指名亚种（学名： Schreber, 1775），北冰洋沿岸。[7]
- 鄂霍次克环斑海豹（学名： Pallas, 1811），堪察加半島，鄂霍次克海，南达日本太平洋沿岸，北纬35°海域。
- 波罗的环斑海豹（学名： Gmelin, 1788），波罗的海，芬兰湾，里加湾，群岛海[8]。
- 拉多加环斑海豹（英语：Ladoga seal）（学名： Nordquist, 1899），拉多加湖。
- 塞马环斑海豹（学名： Nordquist, 1899），只生活在芬兰塞馬湖，2023年时总存世量为480头左右[9]。